# Dendrocygna
Dendrocygna Swainson, 1837 è un genere di uccelli acquatici della famiglia degli Anatidi.

## Descrizione
Tutte le specie del genere Dendrocygna hanno collo e zampe molto lunghi, sono assai graziose ed emettono suoni particolari simili ad acuti fischi; per quest'ultima caratteristica, che è causata dalla presenza, sia nei maschi sia nelle femmine, di un tamburo alla biforcazione della trachea, le dendrocigne sono spesso chiamate anche «anatre fischianti». La dendrocigna minore (Dendrocygna javanica) ha inoltre le remiganti costruite in modo da produrre un suono sibilante allorché sono soggette a una forte oscillazione. Quasi tutte le specie presentano una colorazione contrastante sui fianchi; essa è dovuta o alla presenza di macchie, come nella dendrocigna macchiata (Dendrocygna guttata) e nella dendrocigna delle Indie Occidentali (Dendrocygna arborea), ovvero ad una striscia bianca, come nella dendrocigna pancianera (Dendrocygna autumnalis) e nella dendrocigna minore (Dendrocygna javanica). Le penne che ricoprono i fianchi sono spesso molto lunghe; la loro lunghezza è abbastanza limitata nella dendrocigna errante (Dendrocygna arcuata) e nella dendrocigna fulva (Dendrocygna bicolor); invece nella dendrocigna falcata (Dendrocygna eytoni) raggiungono una lunghezza di 14 cm. Una colorazione alquanto interessante è quella della dendrocigna facciabianca (Dendrocygna viduata).

## Biologia
Tutti questi uccelli si nutrono in prevalenza di piante, di cui vanno alla ricerca preferibilmente di notte; durante il giorno si riposano invece lungo le rive dei fiumi, raggruppandosi sovente in grandi stormi.
Le coppie rimangono unite per tutta la vita. I nidi vengono in genere costruiti sul terreno, e nel loro interno viene deposta la covata formata da uova singolarmente piccole e rotonde; i genitori le covano alternativamente per 27-30 giorni, dividendosi in seguito anche il compito di allevare i piccoli. In tutte le otto specie, questi sono rivestiti da un piumino pressoché identico, caratterizzato dalla presenza di una striscia chiara che, partendo da un angolo del becco, arriva all'altro attraversando il capo all'altezza della regione occipitale.

## Distribuzione e habitat
Le varie specie sono distribuite su un vasto areale che comprende le regioni tropicali e subtropicali. La maggior parte ha aree di diffusione modeste e non sovrapposte. La dendrocigna fulva è però straordinariamente cosmopolita, ritrovandosi nelle Americhe, nell'Africa orientale, nel Madagascar e nell'Asia meridionale.

## Tassonomia
Il genere Dendrocygna comprende le seguenti specie:
- Dendrocygna arborea (Linnaeus, 1758) - dendrocigna delle Indie Occidentali
- Dendrocygna arcuata (Horsfield, 1824) - dendrocigna errante
- Dendrocygna autumnalis (Linnaeus, 1758) - dendrocigna pancianera
- Dendrocygna bicolor (Vieillot, 1816) - dendrocigna fulva
- Dendrocygna eytoni (Eyton, 1838) - dendrocigna falcata
- Dendrocygna guttata Schlegel, 1866 - dendrocigna macchiata
- Dendrocygna javanica (Horsfield, 1821) - dendrocigna minore
- Dendrocygna viduata (Linnaeus, 1766) - dendrocigna facciabianca